# Allobates flaviventris
Allobates flaviventris es una especie de anfibio anuro de la familia Aromobatidae.

## Distribución geográfica
Esta especie es endémica del estado de Acre en Brasil.

## Descripción
Los machos miden de 16,7 a 19,7 mm y las hembras de 19,3 a 21,1 mm.

## Publicación original
- Melo-Sampaio, de Souza & Peloso, 2013 : A new, riparian, species of Allobates Zimmermann and Zimmermann, 1988 (Anura: Aromobatidae) from southwestern Amazonia. Zootaxa, n.º 3716 (3), p. 336–348.[4]